# Bulbophyllum nummularioides
Bulbophyllum nummularioides är en orkidéart som beskrevs av Rudolf Schlechter. Bulbophyllum nummularioides ingår i släktet Bulbophyllum och familjen orkidéer. Inga underarter finns listade i Catalogue of Life.